# Rhinella acrolopha
Rhinella acrolopha es una especie de anfibios de la familia Bufonidae.
Se encuentra en Colombia y Panamá.
Su hábitat natural incluye bosques secos tropicales o subtropicales y montanos secos.
Está amenazada de extinción.